# Мантел, Хилари
Дама Хи́лари Мэ́ри Ма́нтел (англ. Hilary Mary Mantel, фамилия при рождении — Томпсон (англ. Thompson); 6 июля 1952[…], Глоссоп, Дербишир — 22 сентября 2022, Эксетер, Юго-Западная Англия) — британская писательница, литературный критик, первая женщина, ставшая дважды лауреатом Букеровской премии (2009, 2012). Дама-Командор ордена Британской империи (2014). Известна в первую очередь как автор исторических романов. Самые значительные её произведения — трилогия о Томасе Кромвеле («Вулфхолл», «Введите обвиняемых», «Зеркало и свет»), роман о Французской революции «Сердце бури».

## Биография
Родители её разошлись, когда Хилари было 11 лет; она взяла фамилию приёмного отца. Окончила юридический факультет Шеффилдского университета (1973), также училась в Лондонской школе экономики. Во время учёбы в университете считала себя социалисткой и была членом Союза коммунистической молодёжи. 
Работала учителем и соцработником, последние несколько лет была в больнице для престарелых. 9 лет прожила в Африке и на Ближнем Востоке.
Начала писать в 1974 году, первый роман «День матери» опубликовала в 1985 году.
В 1990 году была избрана членом Королевского литературного общества.
Номинант и лауреат нескольких национальных литературных премий, в том числе — дважды лауреат Букеровской премии за 2009 и 2012 годы за романы о Томасе Кромвеле «Вулфхолл» (2010) и «Введите обвиняемых» (2012). До 2019 года Мантел была первой женщиной-литератором, ставшей дважды лауреатом Букеровской премии. В 2010 году роман получил также Национальную премию ассоциации литературных критиков и премию Вальтера Скотта и попал в «короткие списки» премий Коста и Оранж. Роман «Введите обвиняемых» получил в 2012 году премию Коста в двух номинациях — как лучший роман и как книга года.
В 2013 году получила премию Дэвида Коэна, в 2006 году стала командором ордена Британской империи (CBE), а в 2014 году — Дамой-Командором этого ордена (DBE), что позволяло писательнице использовать титул «дама».
Почётный доктор словесности Оксфорда (2015). Отмечена President's Medal (British Academy) (2016).
Умерла в возрасте 70 лет.

## Русские переводы
- Роман «Вулфхолл, или Волчий зал» выходил в переводе с английского Екатерины Доброхотовой-Майковой и Марины Клеветенко в издательствах АСТ, Иностранка, Азбука, Азбука-Аттикус в 2015, 2020 и 2021 годах (ISBN 978-5-17-091108-0; 978-5-389-17867-0; 978-5-389-19661-2).
- Роман «Введите обвиняемых (Внесите тела)» выходил в переводе с Е. Доброхотовой-Майковой, М. Клеветенко в издательствах АСТ, Иностранка, Азбука-Аттикус в 2015 и 2020 годах (ISBN 978-5-389-18081-9).
- Роман «Фладд» вышел в переводе на русский в 2014 году в издательстве АСТ (пер. с англ. Е. Доброхотовой-Майковой и М. Клеветенко) ISBN 978-5-17-082922-4.
- Роман «Зеркало и свет» в перевод с английского Е. Доброхотовой-Майковой и М. Клеветенко вышел в издательствах Иностранка и Азбука-Аттикус в 2021 году. ISBN 978-5-389-18523-4.
- Роман «Перемена климата» в переводе В. Желнинова вышел в 2019 году в издательстве АСТ ISBN 978-5-17-105233-1.
- Роман «Чернее чёрного» вышел в перевод с англ. А. Килановой в 2010 году в питерском издательстве «Домино» и московском «Эксмо» (ISBN 978-5-699-42855-7).
- Роман «Сердце бури» в переводе М. Клеветенко вышел в 2022 году в издательстве «Иностранка» (Издательская Группа «Азбука-Аттикус») ISBN 978-5-389-21247-3.
- Сборник рассказов «Убийство Маргарет Тэтчер» в переводе К. М. Королёва вышел в издательстве АСТ в 2015 г. (ISBN 978-5-17-087084-4).

## Экранизации
В январе 2015 года на телеканале BBC Two вышел исторический мини-сериал «Волчий зал» из шести частей, основанный на первых двух романах из трилогии Томаса Кромвеля: «Вулфхолл» и «Введите обвиняемых».